# 2004 FH
2004 FH là một thiên thể siêu nhỏ và gần Trái Đất thuộc nhóm Aten, đường kính khoảng 30 mét, chỉ vượt qua 43.000 km (27.000 mi) phía trên bề mặt Trái Đất vào ngày 18 tháng 3 năm 2004, lúc 22:08 UTC. Đó là cách tiếp cận gần nhất thứ 11 với Trái Đất được ghi nhận Tính đến  ngày 21 tháng 11 năm 2008.  Tiểu hành tinh được quan sát lần đầu tiên vào ngày 16 tháng 3 năm 2004, bởi các nhà thiên văn học của nghiên cứu tiểu hành tinh gần Trái Đất Lincoln tại Khu thử nghiệm thí nghiệm của Phòng thí nghiệm Lincoln gần Socorro, New Mexico.

## Quỹ đạo và phân loại
2004 FH là một tiểu hành tinh Aten. Nó đã đi qua 43.000 km từ Trái Đất vào ngày 18 tháng 3 năm 2004. Để so sánh, các vệ tinh địa tĩnh quay quanh Trái Đất ở 35.790 km. Mặc dù có kích thước nhỏ nhưng nó vẫn là tiểu hành tinh lớn thứ tư được phát hiện đến gần Trái Đất hơn Mặt trăng.

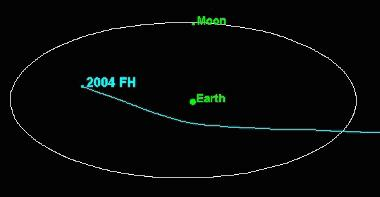
Quỹ đạo của trong hệ thống Mặt trăng - Trái Đất

Nếu thiên thể này va vào Trái Đất, nó có thể sẽ phát nổ cao trong bầu khí quyển. Nó có thể đã tạo ra một vụ nổ được đo bằng hàng trăm kiloton TNT, nhưng có thể không tạo ra bất kỳ ảnh hưởng nào trên mặt đất. Nó cũng có thể là một quả cầu lửa gặm cỏ nếu nó ở gần hơn nhưng may mắn là nó không đủ gần để tác động.
Vào ngày 17 tháng 3 năm 2044, tiểu hành tinh này sẽ vượt qua không quá 0,0116 AU (1.740.000 km; 1.080.000 mi) từ Trái Đất. 2004 FH cũng có sự khác biệt là có độ nghiêng thấp nhất so với bất kỳ tiểu hành tinh gần Trái Đất nào được biết đến.
Hai tuần sau, một tiểu hành tinh khác tiến gần hơn nữa, 2004 FU162, nhỏ hơn và vài năm sau 2009 DD45, có kích thước gần hơn đi qua Trái Đất ở khoảng cách tương tự.

## Tính chất vật lý
2004 FH là một tiểu hành tinh kiểu S được giả định.

### Chu kỳ quay
Vào tháng 3 năm 2004, hai luồng ánh sáng quay của 2004 FH đã thu được từ các quan sát trắc quang của các nhà thiên văn học Petr Pravec, Stefano Sposetti và Raoul Behrend. Phân tích Lightcurve đã đưa ra chu kỳ quay của nó là 0,0504 giờ (3.02 phút) với một biên độ sáng của 1,16 và 0,75 độ richter, tương ứng (U=3/2+).
Điều này làm cho thiên thể này trở thành một công cụ quay vòng nhanh, hiện nằm trong Top 100 được biết đến tồn tại. Các quan sát trắc quang cũng tiết lộ, 2004 FH là một "máy xoay" với trục xoay không chính.

### Đường kính và suất phản chiếu
Thiên thể này đã được ước tính để đo đường kính khoảng 30 mét (100 feet). LCollaborative Asteroid Lightcurve Link giả định suất phản chiếu tiêu chuẩn cho các tiểu hành tinh đá là 0,20 và tính toán đường kính 24 mét dựa trên cường độ tuyệt đối 25,7.